# 이소라 7집
《이소라 7집》은 가수 이소라가 4년 만에 출시한 음반이다. 보라, 하늘, 초록 세 가지 색깔로 출시되었으며, 이 음반에 수록된 모든 노래의 제목이 그림으로 표현되어 있는 것이 특징이다. 결국 방송이나 온라인 서비스에서는 '몇 번 트랙' 또는 'Track {\displaystyle x}' 등으로 부르거나 표기하는 일이 벌어지기도 했다. 타이틀 곡은 8번 트랙이다.
노래에 제목이 없는 대신 자신의 생각에 따라 자유롭게 제목을 붙일 수 있다. 그리고 음반 첫 페이지를 열면 그림 순서대로 가사가 있으며 그 다음 장에 CD가 들어 있다. 뒷 장부터는 노란색, 빨간색, 파란색으로 된 책장이 색상별로 24장 내지 30장가량 있으며 이 모든 페이지에는 인쇄된 글씨나 그림은 없다.
2010년 한국대중음악상 최우수 팝(음반), 최우수 팝(노래) 부문을 수상하였다.

## 수록곡
| #             | 제목                                                                    | 작사           | 작곡           | 재생 시간 |
| ------------- | ----------------------------------------------------------------------- | -------------- | -------------- | --------- |
| 1.            | 〈Track 1〉 (featuring 정순용 of 마이 앤트 메리, 정지찬)                | 이소라         | 정순용         | 6:59      |
| 2.            | 〈Track 2〉 (featuring 조규찬)                                          | 이소라         | 김민규         | 4:04      |
| 3.            | 〈Track 3〉                                                             | 이소라         | 이한철         | 4:19      |
| 4.            | 〈Track 4〉                                                             | 이소라, 정순용 | 강현민, 정순용 | 6:27      |
| 5.            | 〈Track 5〉                                                             | 이소라         | 김민규         | 4:21      |
| 6.            | 〈Track 6〉                                                             | 이소라         | 이규호         | 5:12      |
| 7.            | 〈Track 7〉                                                             | 이소라         | 이한철         | 3:32      |
| 8.            | 〈Track 8〉                                                             | 이소라         | 이한철         | 4:45      |
| 9.            | 〈Track 9〉                                                             | 이소라         | 정순용         | 3:52      |
| 10.           | 〈Track 10〉                                                            | 이소라         | 정지찬         | 3:58      |
| 11.           | 〈Track 11〉                                                            | 이소라         | 정지찬         | 4:16      |
| 12.           | 〈Track 12〉 (featuring 이규호, 정순용, 강현민, 김민규, 이한철, 정지찬) | 이소라         | 이한철         | 3:42      |
| 13.           | 〈Track 13〉                                                            | 이소라         | 정순용         | 2:51      |
| 총 재생 시간: | 총 재생 시간:                                                           | 총 재생 시간:  | 총 재생 시간:  | 58:18     |